# Shi Guangnan
Shi Guangnan (chinois : 施光南 ; pinyin : shī guāngnán), né le 22 août 1940 à Chongqing en République de Chine (1912-1949) et décédé le 2 mai 1990 à Pékin, en République populaire de Chine, est un compositeur de musique chinois.
Il est notamment l'auteur de bambou queue de phénix sous le clair de lune (zh) (月光下的凤尾竹), célèbre morceau, typique de la musique minorité Dai de Xishuangbanna, chanté et interprété au hulusi. Les paroles de cette chanson ont été écrites par Ni Weide (倪维德).